# مسجد نظر بیگ (حضرت علی)
مسجد نظر بیگ (حضرت علی) مربوط به دوره زند است و در همدان، بلوار هگمتانه، محله جولان، شرق تپه هگمتانه واقع شده و این اثر در تاریخ ۲۱ اردیبهشت ۱۳۷۶ با شمارهٔ ثبت ۱۸۶۴ به‌عنوان یکی از آثار ملی ایران به ثبت رسیده است.

## ساختمان
سقف این مسجد به صورت قوسی‌های متعدد بر روی ۱۰ ستون بنا شده است. این مسجد توسط نظربیگ ساخته شده که همراه دو برادرش اماکن مختلفی در این شهر ساخته‌اند.